# Centrale termoelettrica Regina Margherita

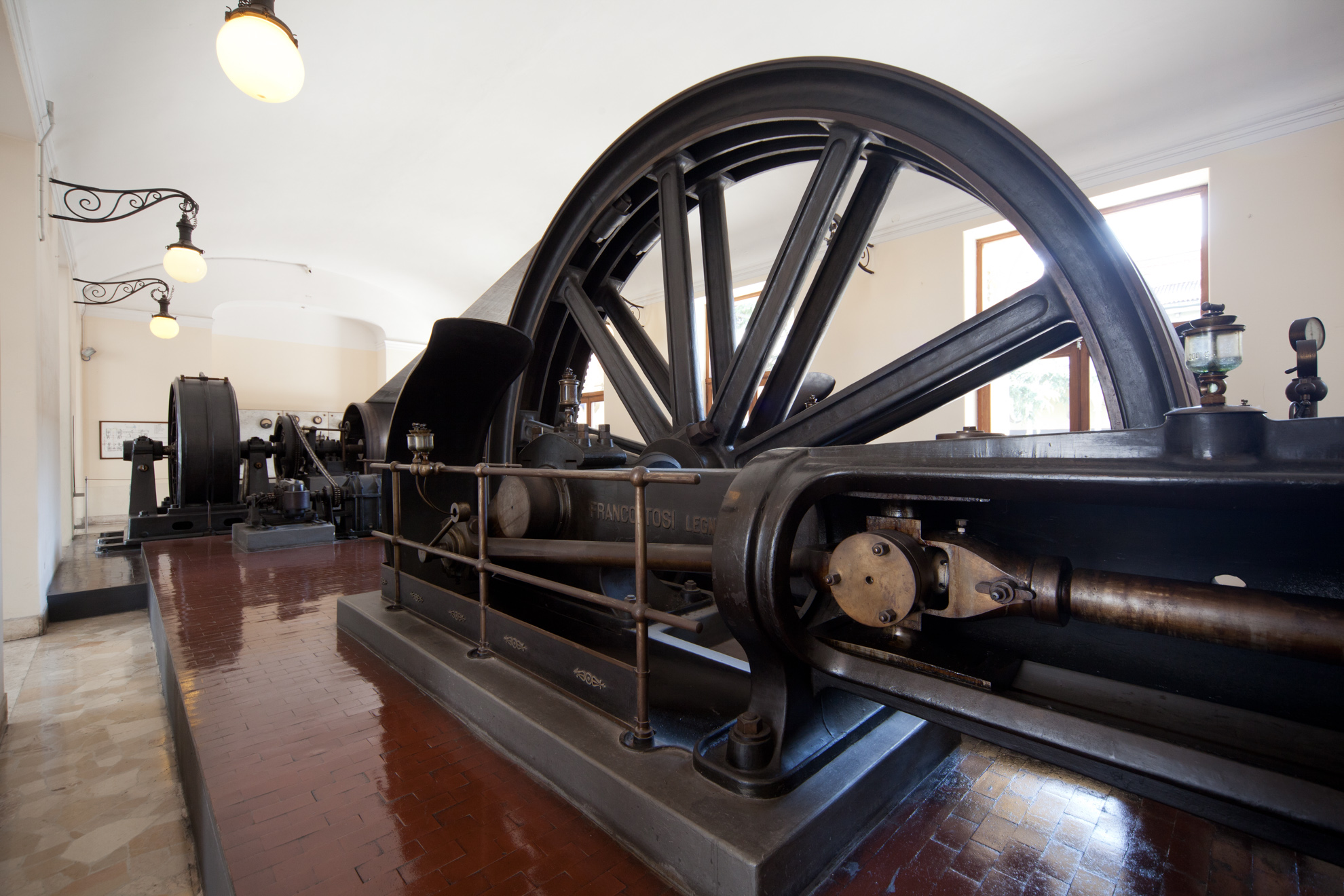
La centrale termoelettrica Regina Margherita, in esposizione al Museo nazionale della scienza e della tecnologia Leonardo da Vinci di Milano

La centrale termoelettrica Regina Margherita, conservata al Museo nazionale della scienza e della tecnologia Leonardo da Vinci, è una grande centrale per la produzione di energia elettrica inaugurata nel 1895 e originariamente installata nel setificio Egidio e Pio Gavazzi di Desio (Milano), dove continuò a funzionare fino al 1954; forniva energia elettrica per l'illuminazione degli ambienti e per il funzionamento di 1800 telai, generando corrente elettrica alternata alla tensione di 200 V.

## Storia
Progettata al Politecnico di Milano, fu realizzata abbinando una motrice a vapore della ditta Franco Tosi di Legnano a una coppia di alternatori dell'azienda Brown Boveri.
L'inaugurazione della centrale avvenne il 9 novembre 1895; alla cerimonia erano presenti re Umberto I e Margherita di Savoia, alla quale la macchina venne dedicata.
Era installata nelle officine della Società Egidio e Pio Gavazzi di Desio (Milano). Oltre a garantire l'approvvigionamento elettrico per l'illuminazione della fabbrica, aveva il compito principale di azionare fino a 1800 telai per la lavorazione della seta.

### Musealizzazione

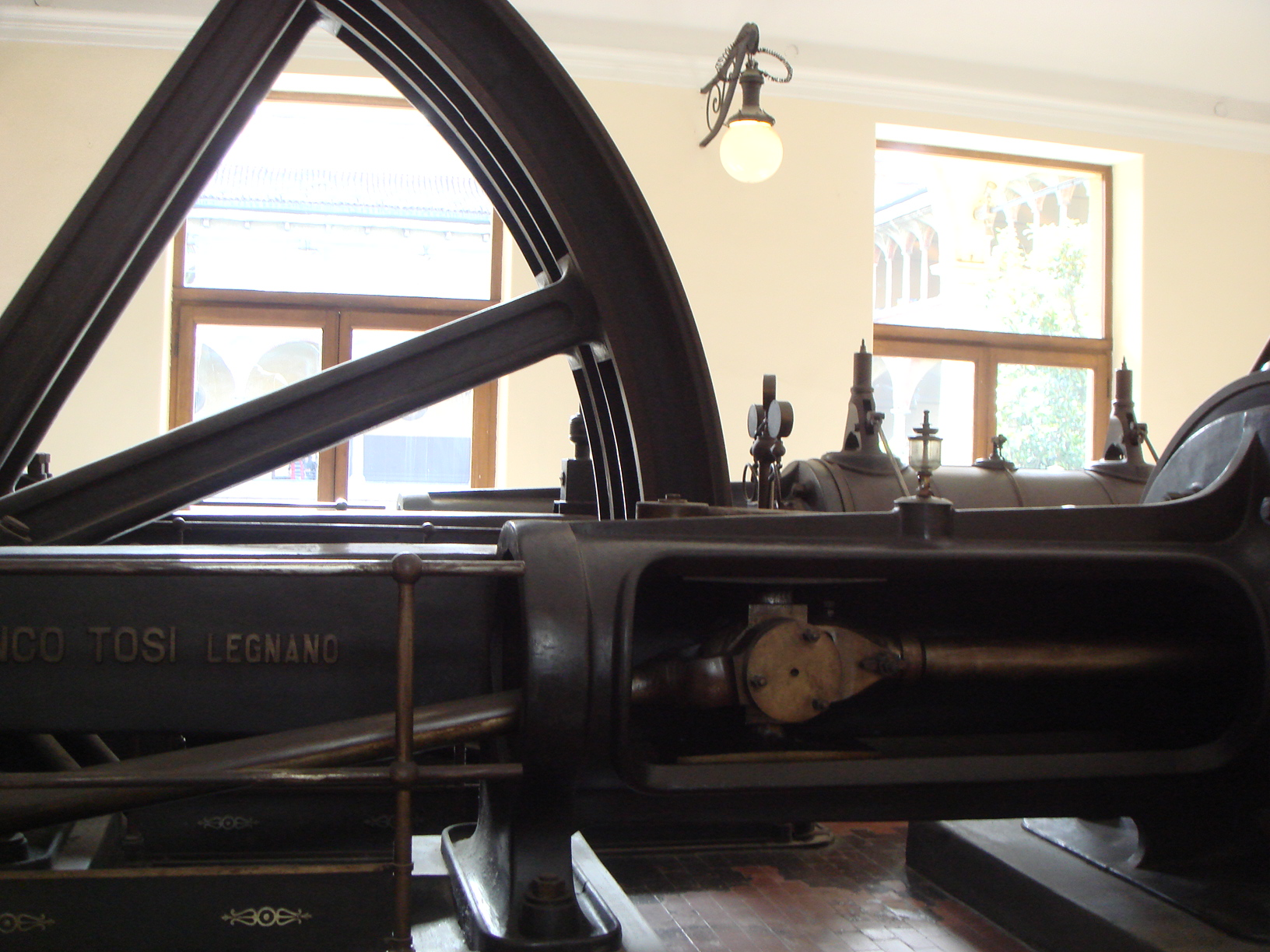
Dettaglio

Nel 1958 la società Egidio e Pio Gavazzi propose la donazione della centrale al Museo nazionale della scienza e della tecnologia Leonardo da Vinci. Per collocare l'imponente macchinario fu traslocata la sala di consultazione della stampa tecnica, fu demolito il pavimento e costruito un basamento necessario a sostenere il complesso. Poi fu smontata la centrale a Desio utilizzando i carri ponte usati per la manutenzione e fu trasportata con un autotreno della Riva al Museo dove fu rimontata manualmente e collegata a un motore elettrico, accoppiato con un riduttore, per metterla in movimento. Infatti il focolare e la caldaia, con relative pompe dell'acqua e tubi di distribuzione del vapore, non sono stati trasportati al Museo.

## Descrizione
La centrale consta di due parti: una parte termica costituita da una macchina a vapore a due cilindri orizzontali e una parte elettrica costituita da due alternatori e due dinamo eccitatrici. È inoltre presente un quadro elettrico di controllo e un sistema di illuminazione a 8 lampioni.
Originariamente la macchina era dotata di due elementi, non più visibili nell'allestimento del museo: una caldaia per produrre vapore e un dispositivo di distribuzione del vapore nei cilindri. La macchina è azionata da un motore elettrico dal momento della musealizzazione: è stata collegata a esso tramite la catena che cinge la puleggia e non produce più corrente.

## Tecnica
Questa macchina è un esempio di macchina a vapore a doppia espansione o compound.
Benché frutto della migliore tecnologia ottocentesca, la Regina Margherita non era una macchina all'avanguardia: all'epoca della sua creazione esisteva già la turbina a vapore, inventata dieci anni prima dall'inglese sir Charles Algernon Parsons, che però non sarebbe stata impiegata in ambito industriale ancora per lungo tempo (avrebbe trovato sporadiche applicazioni nella propulsione navale verso la fine del primo decennio del '900, per poi divenirvi via via preponderante, mentre nella trazione ferroviaria, a parte qualche esperimento, non ebbe fortuna). In questo dispositivo la forza del vapore agisce direttamente sulle pale di una ruota (producendo così la rotazione necessaria al funzionamento degli alternatori). La turbina a vapore è più efficiente di un sistema con cilindri e pistoni perché permette di eliminare gli sprechi energetici dovuti alla trasformazione del movimento da alternato a rotatorio e alla trasmissione del movimento con biella, manovella e cinghia.